# RAF Welford
Royal Air Force Welford (RAF Welford) est une base de la Royal Air Force dans le Berkshire, en Angleterre. L'aérodrome est situé à environ 10 kilomètres au nord-ouest de Newbury; environ 80 km sud-ouest de Londres.
Ouvert en 1943, elle a été utilisée pendant la Seconde Guerre mondiale par la Royal Air Force et l'United States Army Air Force. Pendant la guerre, elle était principalement utilisé comme aérodrome de transport. Elle a été fermée en 1946 et placé en réserve, à la suite du début de la guerre froide, la station a été rouverte en 1955 en tant que dépôt de munitions pour l'United States Air Force.
Il s’agit aujourd’hui de l’un des plus importants complexes de munitions pour l'United States Air Force en Europe occidentale pour la fabrication de munitions lourdes.

## Unités actuelles
Welford est maintenant sous le commandement du 420th Munitions Squadron, et sous le commandement du 501st Combat Support Wing, dont le quartier général est sur la RAF Alconbury, qui fournit un soutien aux unités géographiquement séparées au Royaume-Uni.

## Site
La RAF Welford est située dans l’ouest du Berkshire, avec une route d’accès dédiée et rarement utilisée menant à la base depuis l’autoroute M4 en direction de l'est, à l’ouest de la jonction de l’A34 avec la M4. Il n'y a pas d'accès depuis l'autoroute en direction  de l'ouest. Par conséquent, le trafic quittant la base pour l'ouest doit d'abord se diriger vers l'est jusqu'à la sortie 13 de la M4 (intersection avec l'A34) avant de se diriger vers l'ouest.
La route d’accès à partir de la M4 porte l’indication énigmatique "Works Unit Only", mais présente la bordure rouge distincte d’un établissement de défense.

## Historique

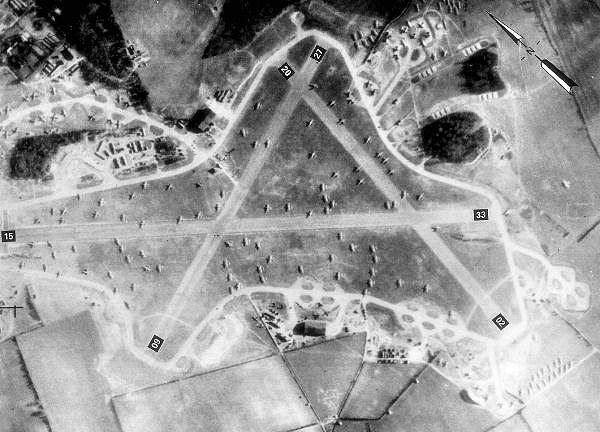
RAF Welford, mai 1944. Les CG-4 Gliders et C-47 du 435th Troop Carrier Group garés partout où l'on peut trouver de la place, un mois avant l'invasion de la France le Jour J.

### USAAF
En octobre 1943, l’aérodrome est attribué au neuvième Air Force IX Troop Carrier Command (TCC). Alors qu'elle était sous le contrôle de l'USAAF, Welford était connu sous le nom de station "USAAF AAF-474" pour des raisons de sécurité pendant la guerre, cela permettait de désigner la base sans évoquer son emplacement. Son identifiant de station était "WF".

#### 315th Troop Carrier Group
Le 315th Troop Carrier Group est arrivé à Welford le 6 novembre 1943 avec des avions C-47 et C-53 en provenance de la RAF Aldermaston. Ses escadrons et codes de fuselage étaient les suivants:
- 34th Troop Carrier Squadron (NM)
- 43d Troop Carrier Squadron (UA)
- 309th Troop Carrier Squadron (M6)
- 310th Troop Carrier Squadron (4A)

Le 315ème TCG faisait partie de la 52nd Troop Carrier Wing. Le 7 février 1944, le groupe est transféré sur la RAF Spanhoe.

#### 435th Troop Carrier Group
Dans le cadre du désir du commandement du IX Trop Carrier Command visant à ce que ses groupes C-47 commencent à s'entraîner avec les parachutistes de la 101ème division aéroportée déployés dans la région de Salisbury Plain, les escadrons du 435th Troop Carrier Group sont arrivés à Welford le 25 janvier 1944 en provenance de la RAF Langar avec des C-47 et des C-53. Ses escadrons et codes de fuselage étaient les suivants:
- 75th Troop Carrier Squadron (SH)
- 76th Troop Carrier Squadron (CW)
- 77th Troop Carrier Squadron (IB)
- 78th Troop Carrier Squadron (CM)

Le 435th TCW a été affecté à la 53rd Troop Carrier Wing. Au début du mois de février 1945, le groupe fut transféré sur un terrain avancé à Breigny (A-48).

### USAF
En 2009, les effectifs de l'US Air Force à Welford ont été réduits dans le cadre d'ajustements budgétaires à l'échelle de l'US Air Force,.